# Nant (Vully)
Pour les articles homonymes, voir Nant (homonymie).
Nant est une localité suisse de la commune de Mont-Vully situé au bord du lac de Morat, au pied sud du Mont Vully dans le canton de Fribourg.

## Histoire
Jusqu'en 1484, Nant appartient à la seigneurie de Morat. La localité fit partie du bailliage commun de Berne et Fribourg jusqu'en 1798 et du district de Morat jusqu'en 1848. Dans la localité se trouve la ruine de la tour dite des Sarrasins dont la construction remonte aux XIIe-XIIIe siècles. Nant fait partie de la paroisse de Môtier, réformée en 1530. La localité est active dans la viticulture et les cultures maraîchères.
En 2016, l'ancienne commune de Bas-Vully dont faisait partie Nant a fusionné avec Haut-Vully pour former la commune de Mont-Vully.